# 氷底湖

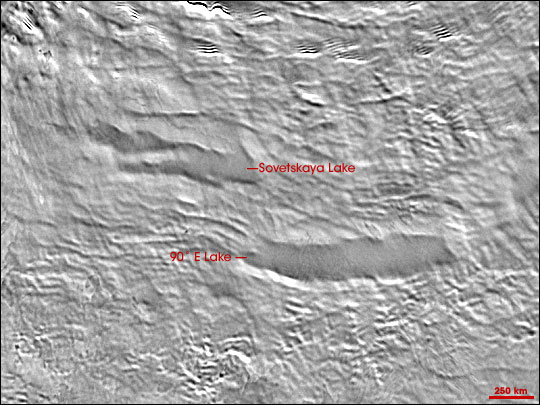
NASAのMODISによる、南極にある二つの氷底湖の画像

氷底湖（ひょうていこ、英: subglacial lake）は、氷河の下、一般的には氷冠か氷床の下にある湖である。その数は多い。2010年の時点で分かっている氷底湖の内、一番大きいのは南極大陸にあるボストーク湖である。日本においてはその他、氷河底湖、氷床底湖、氷河下湖、氷床下湖、氷床湖、氷下湖、などとも呼ばれる。

## 南極
2009年、124の氷底湖をのせた地図が出版された。124のうちほとんどはNASAの人工衛星、ICESatによって新しく発見されたものである。内陸の湖は安定している傾向がある一方で、海岸近くの湖の多くはかなり変わる。いくつかの湖は何百キロメートルもの長さの運河のような構造で繋がっている。
氷河の下にある水は潤滑剤として働き、氷が海へ流れる速さを加速し、ひいては海面上昇も引き起こす。
氷の存在により、地上の環境から数万年単位で隔絶された環境にある。2000年代に入ると、氷底湖に存在すると推測された古い時代の生物群探しが活発になり、2012年にはロシアの研究者グループがボストーク湖を、2013年には欧米の研究者グループがウィランズ湖に向けて掘削を行い、それぞれ極めて多数の新種のバクテリアを発見している。

## 南極以外

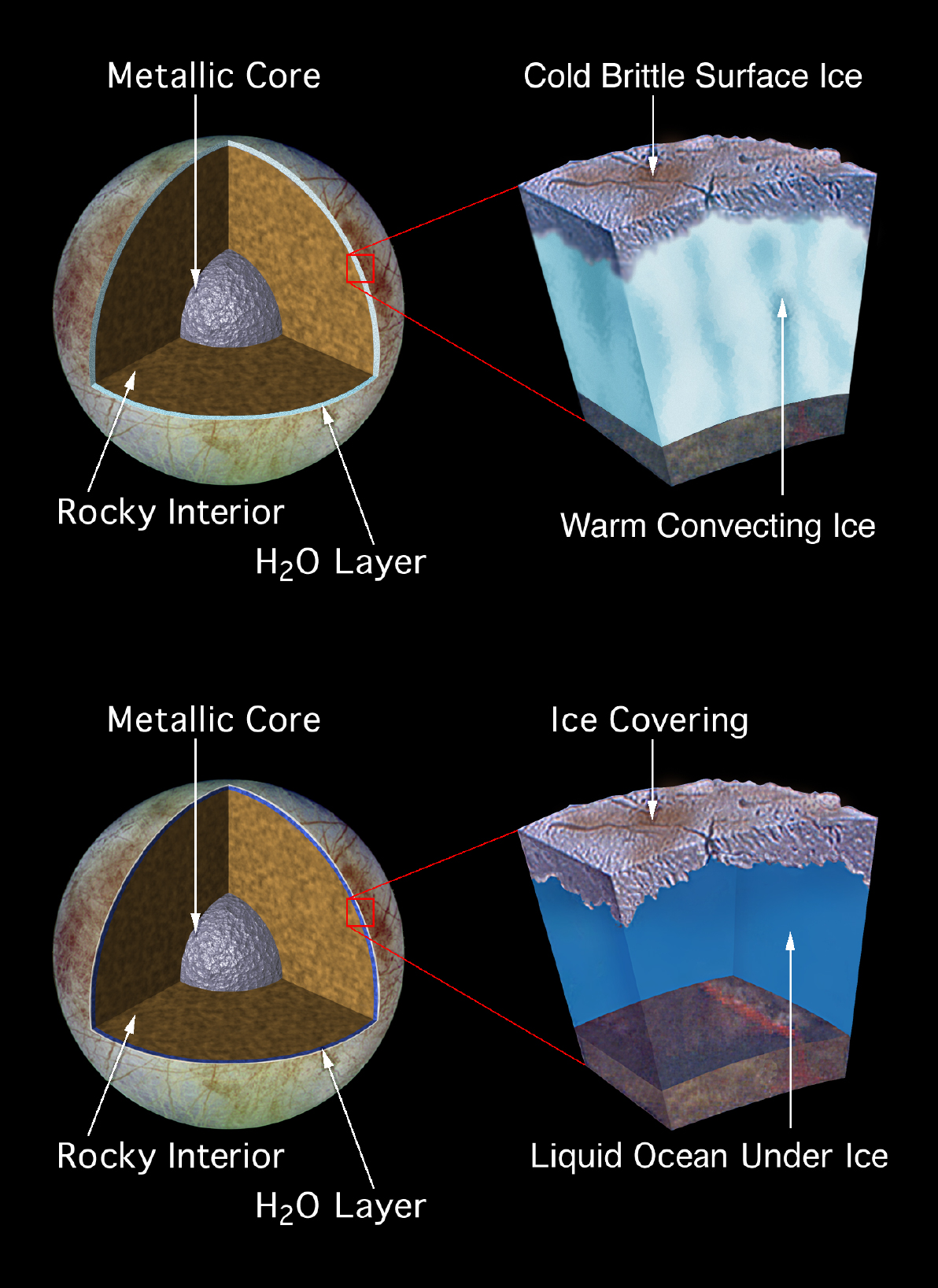
エウロパ内部の想像図。

木星の衛星の一つであるエウロパにも氷底湖があるという証拠がある。
一年中溶けない氷で覆われているのが氷底湖というわけではなく、溶けることもある氷に覆われていてもそれが氷河であれば氷底湖である。氷河の基準は流れているかどうかであり、氷は厚さが約30メートル以上にならないと流れない。従って、全面結氷した湖が氷底湖になることはまずない。

## 特性
地熱による加熱と氷表面における熱損失のバランスが取れているため、氷の下の水は液体の状態を保つ。氷の圧力が水の融点を0°C以下としている。氷底湖の天井はちょうど水の圧力融解点と温度勾配が交わるところと考えられる。故に、ボストーク湖では湖の上の氷は周りの氷床よりもずっと厚い。
湖の水のfloating levelは地面の端っこの高さよりもずっと高い。実際に理論上、その上の氷が必要なhydrostatic sealをギリギリもたらす程度の薄さなら、氷底湖は丘の頂上にあってもよい。
floating levelは、氷を突き抜けて湖まで穴をほったときの水位だと考えることができ、上にあるひとつの氷がもし普通の棚氷として浮いていたと仮定したときの高さに等しい。従って、氷底湖の天井は周り全部が陸地である棚氷と考えることもでき、捕まった棚氷（captured ice shelf）といえる。もしもfloating levelが地面の端よりも高いなら、湖が存在するには周り全部に沿ってhydrostatic sealがなければならない。hydrostatic sealは、湖の周りの氷の高さがかなり高く、水が流れられないときにできる。hydrostatic sealができるとき、氷の上面は下面よりも10倍重要である。これはつまり、ふちにある氷の上面が1メートル上がることは、その氷の下面が10メートル上がることに等しい、ということである。ボストーク湖では、氷の縁の高さはわずか7メートルしかないと見積もられている一方で、floating levelは天井よりもおよそ3キロメートル高い。
もしもfloating levelが高いときにhydrostatic sealを突き破ったら、水は流れ始めヨークルフロイプになる。他のプロセスによる流出が増えないならば、融解によって流量は指数関数的に増える。